# Yang Kyong-il
Yang Kyong-il (ur. 7 sierpnia 1989 w Pjongjang) – północnokoreański zapaśnik startujący w kategorii do 55 kg w stylu wolnym.
Największym jego sukcesem jest brązowy medal igrzysk olimpijskich w Londynie w wadze 55 kg. Ma on na swoim koncie także złote medale mistrzostw świata 2009 i 2014. Startował również w igrzyskach olimpijskich w Pekinie zajmując 12. miejsce, a w Rio de Janeiro wywalczył ósmą lokatę w kategorii 57 kg. Zdobył cztery medale mistrzostw Azji - złoty w 2011, srebrny w 2009 i 2013; brązowy w 2010 roku.